# Аґеку
Аґе́ку (яп. 揚句) — заключні, завершальні рядки танки — два семискладові рядки. Цим терміном позначається також остання строфа ренґа.